# 海徳村
海徳村（みとくそん）は、鳥取県気高郡にあった自治体である。1896年（明治29年）3月31日までは高草郡に属した。

## 概要
現在の鳥取市古海・徳尾、および緑ケ丘1丁目・南安長1丁目の各一部に当たり、千代川下流左岸の沖積地に位置した。
村名は古海の「海」と徳尾の「徳」から取った合成地名である。
藩政時代は高草郡古海郷に属する古海村、および野見江保に属する徳尾村があった。
古海は元は裏海で、村名もこれに因むとされ、また「古」は村落の古語で水辺の村落の意味とも伝えられる。かつては郡役所が設置され、また町村制施行前は連合戸長役場が設置されるなど当地区の中心となっていた。

## 沿革
- 1872年（明治5年） - 高草郡役所を古海村に設置[6]。
- 1880年（明治13年）11月 - 郡役所を高草気多郡役所として吉岡村（後の吉岡村大字吉岡）に移転[6]。
- 1881年（明治14年）9月12日 - 鳥取県再置。
- この間、古海村外11ヶ村連合戸長役場を古海村に設置。
- 1889年（明治22年）9月21日 - 古海村と徳尾村が合併して海徳村が発足[4]。
- 1889年（明治22年）10月1日 - 町村制施行。旧村名を継承した2大字を編成し、蒲野部村との組合役場を大字古海村に設置[4]。
- 1896年（明治29年）4月1日 - 郡制の施行により、高草郡・気多郡の区域をもって気高郡が発足し、気高郡海徳村となる。
- 1912年（明治45年）7月5日 - 古海より出火し121戸中99戸を全焼[4]。
- 1917年（大正6年）10月1日 - 蒲野部村と合併して大正村が発足。同日海徳村廃止[4]。

## 行政

### 戸長
- 古海村外11ヶ村連合戸長役場：金谷義周[7]
管轄区域：古海村・徳尾村（後の海徳村）、菖蒲村・服部村・野寺村（後の蒲野部村）、本高村・北村・今在家村・篠坂村（後の東郷村）、中村・有富村・高路村（後の福富村）[4]

### 歴代組合村長
| 氏名                                                                                            | 就任年月日                | 退任年月日                 | 備考                         |
| ----------------------------------------------------------------------------------------------- | ------------------------- | -------------------------- | ---------------------------- |
| 岡田義治                                                                                        | 1889年（明治22年）        | 1891年（明治24年）4月19日  |                              |
| 三村来蔵                                                                                        | 1891年（明治24年）4月20日 | 1893年（明治26年）5月8日   |                              |
| 岸田健治                                                                                        | 1893年（明治26年）5月9日  | 1895年（明治28年）5月12日  |                              |
| 西墻重基                                                                                        | 1895年（明治28年）5月13日 | 1897年（明治30年）3月12日  |                              |
| 三村来蔵                                                                                        | 1897年（明治30年）3月31日 | 1899年（明治32年）12月9日  |                              |
| 川口亀蔵                                                                                        | 1900年（明治33年）1月11日 | 1900年（明治33年）10月8日  |                              |
| 岸田健治                                                                                        | 1900年（明治33年）12月5日 | 1903年（明治36年）4月10日  |                              |
| 三村来蔵                                                                                        | 1903年（明治36年）4月24日 | 1907年（明治40年）4月22日  |                              |
| 三村来蔵                                                                                        | 1907年（明治40年）4月25日 | 1909年（明治42年）12月27日 |                              |
| 山名文蔵                                                                                        | 1910年（明治43年）1月29日 | 1912年（明治45年）3月28日  |                              |
| 小林富蔵                                                                                        | 1912年（大正元年）8月8日  | 1916年（大正5年）8月7日    |                              |
| 小林富蔵                                                                                        | 1916年（大正5年）8月12日  | 1917年（大正6年）9月30日   | 合併後引き続き大正村長に就任 |
| 参考文献 - 大正小学校創立百周年記念誌（鳥取市立大正小学校創立百周年記念事業実行委員会、1974年） |                           |                            |                              |

## 教育
- 古海尋常高等小学校（現・鳥取市立大正小学校）

## 主要施設
- 鳥取監獄：後の鳥取刑務所。1892年（明治25年）、県会議員の加藤齢太郎が古海（現在の千代テニス場の場所）に誘致し農家の肥料問題を有利にした[4]。

## 交通

### 鉄道
- 古海仮停車場：1907年（明治40年）4月28日、山陰鉄道が西から当地まで開通して設置。翌月の5月18日に当時皇太子だった大正天皇の山陰行啓があり、鉄道工事を急いだものの千代川橋梁の工事が難航したため仮駅として設置された。1908年（明治41年）4月5日に千代川を超えて東方面に鳥取駅が開業したことにより廃止[4][8][9]。

### 道路
- 吉岡街道（松保村#道路を参照）
  - 千代橋：古海と鳥取市行徳を結ぶ橋。古海の渡しに代わるものとして1883年（明治16年）に長い木橋が架設された[10]。

## 出身者
- 初代ミスワカナ（漫才師、1910年 - 1946年）